# الضوء الأخضر (اختلال ضال)
«الضوء الأخضر» (بالإنجليزية: Green Light)‏ هي الحلقة الرابعة للموسم الثالث من مسلسل إيه إم سي التلفزيوني الدرامي اختلال ضال. كتبها سام كاتلين وأخرجها سكوت وينانت، بُثَّت على إيه إم سي في 11 أبريل 2010.

## وصلات خارجية
- «الضوء الأخضر» على إيه إم سي (بالإنجليزية)
- «الضوء الأخضر» على قاعدة بيانات الأفلام على الإنترنت (بالإنجليزية)